# حزب العمال الكوري

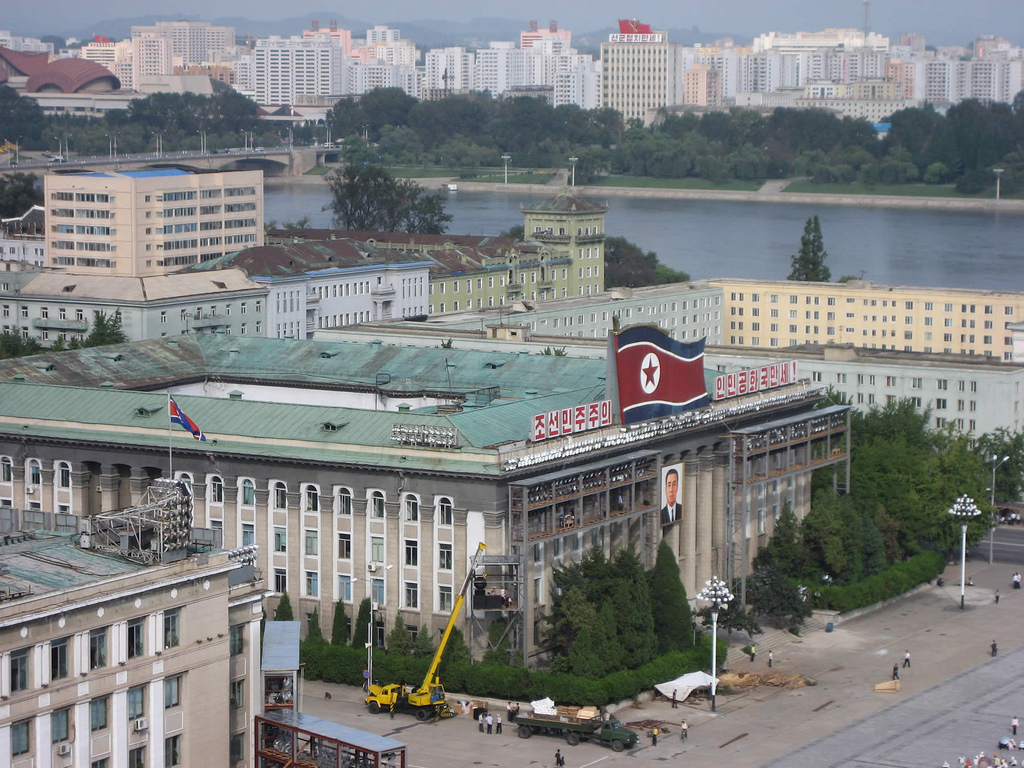
مقر الحزب في ساحة كيم إل سونغ.

حزب العمال الكوري ويسمى أيضا حزب العمل الكوري (بالكورية: 조선로동당)، هو الحزب الرئيس والحاكم في كوريا الشمالية. وأيديولوجيه الرئيسية هي زوتشية.

أدار حزب العمال الكوري الرئيس الأول لكوريا الشمالية كيم إل سونغ منذ إنشائه سنة 1946 حتى وفاته سنة 1994. بين 1994 و1997 لم يكن للحزب أمين عام رسمي. ثم بين 1997 و2011، شغل منصب الأمين العام للحزب رئيس كوريا كيم جونغ إل، ابن كيم إل سونغ. وأخيرا منذ 2011، استلم كيم جونغ أون الأمانة العامة للحزب.

دستور كوريا الشمالية ينص أن البلاد «تجري جميع أنشطتها تحت إدارة حزب العمال الكوري» .

يوجد في كوريا الشمالية حزبين أخرين وهما الحزب الاشتراكي الديمقراطي الكوري وحزب شوندوغيو شونغ يو، ولكن ليس لهم أهمية، ولذلك أسسوا مع حزب العمال الكوري الجبهة الديمقراطية لإعادة توحيد الوطن تحت سيادة حزب العمال الكوري.

حسب الحزب، فإن حزب العمال الكوري أصله التحالف المناهض للإمبريالية الذي أسسه كيم إل سونغ سنة 1926 أو في 1930. ثم قامت مجموعة من الشيوعيين الكوريين المنفصلين بإعادة إنشاء الحزب الشيوعي الكوري في 11 سبتمبر 1945. وفورا قام الاتحاد السوفيتي بالاعتراف به، ولهذا قام بإنشاء مكتب كوريا الشمالية لحزب العمال الكوري. كيم إل سونغ الذي عاد في 1945، انتخب رئيسا لهذا المكتب في 17 ديسمبر المقبل.

المكتب الشمالي أعاد تسمية الحزب الشيوعي لكوريا الشمالية وأعلن إستقلاله وجها لوجه عن نظام سيول في 22 يونيو 1946.

شعار حزب العمال الكوري يجمع بين المطرقة والمنجل والفرشاة الذين يمثلون على التوالي العمال والفلاحين وعمال المعرفة.

صحيفة رودونج سينمون هي الصحيفة الرسمية للحزب.

## نبذة تاريخية

### التأسيس والسنوات الأولى (1945-1953)
في 13 أكتوبر 1945، أُنشئ المكتب الكوري الشمالي للحزب الشيوعي الكوري (إن كيه بي- سي بّي كيه) برئاسة كيم يونغ بوم، كأول رئيس له. غير أن المكتب الكوري الشمالي للحزب الشيوعي الكوري ظل تابعًا للجنة المركزية التابعة للحزب الشيوعي الكوري (ومقرها في سول برئاسة باك هون يونغ). بعد شهرين، في الجلسة العامة الثالثة للمكتب الكوري الشمالي، حل كم إل سونغ محل كيم يونغ بوم (وهو حدث ربما كان من تنسيق الاتحاد السوفيتي). في ربيع عام 1946، أصبح المكتب الكوري الشمالي هو الحزب الشيوعي لكوريا الشمالية، مع انتخاب كيم إل سونغ رئيسًا له. في 22 يوليو 1946 أنشأت السلطات السوفيتية في كوريا الشمالية الجبهة الوطنية الديمقراطية المتحدة، وهي جبهة شعبية يقودها الحزب الشيوعي لكوريا الشمالية. سرعان ما اندمج الحزب الشيوعي في كوريا الشمالية مع حزب الشعب الكوري الجديد، وهو حزب يتألف، على نحو رئيسي من شيوعيين صينيين. في 28 يوليو 1946، أبرمت لجنة خاصة من الطرفين على عملية الاندماج، وأصبح الاندماج رسميًا في اليوم التالي. بعد شهر واحد (28-30 أغسطس 1946) عقد الحزب مؤتمره التأسيسي، وأنشأ حزب العمال الكوري الشمالي (دبليو بّي إن كيه). انتخب المؤتمر الزعيم السابق لحزب الشعب الكوري الجديد كيم تو بونغ كأول رئيس لحزب العمال الكوري الشمالي، وعيّن كيم إل سونغ بصفته نائبه. بيد أن كيم إل سونغ بقي زعيمًا للحزب، وذلك على الرغم من خفض رتبته بشكل رسمي في التسلسل الهرمي للحزب.
ازدادت سيطرة الحزب في جميع أنحاء البلاد بعد المؤتمر. في الفترة منذ 27 إلى 30 مارس 1948، عقد الحزب مؤتمره الثاني. بينما كان كيم تو بونغ الرئيس الرسمي للحزب، قدم كيم إل سونغ التقرير الرئيسي إلى المؤتمر. ادعى كيم إل سونغ في التقرير أن كوريا الشمالية هي «قاعدة الديمقراطية»، خلافًا لكوريا الجنوبية (التي كان يعتقد أنها ديكتاتورية). في 28 أبريل 1948، أقرت جلسة خاصة للجمعية الشعبية العليا الدستور (المقترح والمكتوب من كوادر حزب العمال الكوري الشمالي)، ما أدى إلى إنشاء كوريا الشمالية المستقلة على نحو رسمي. لم يدعُ الدستور إلى استقلال كوريا الشمالية، بل إلى توحيد كوريا (الشيوعية)؛ وعاصمة جمهورية كوريا الشعبية الديمقراطية (دي بّي آر كيه) هي سول وليس بيونغ يانغ. كان كيم إل سونغ هو رئيس حكومة الدولة الجديدة، وكان كيم تو بونغ يترأس السلطة التشريعية. بعد ذلك بعام، في 30 يونيو 1949، أُنشئ حزب العمال الكوري باندماج حزب العمال الكوري الشمالي وحزب العمال الكوري الجنوبي.
لم يكن كيم إل سونغ أكثر المؤيدين حماسًا لإعادة توحيد كوريا عسكريًا، ولعب هذا الدور الشيوعيون في كوريا الجنوبية، تحت زعامة باك هون يونغ. بعد عدة اجتماعات مع جوزيف ستالين (رئيس الاتحاد السوفيتي)، غزت كوريا الشمالية كوريا الجنوبية في 25 يونيو 1950، ومن هنا بدأت الحرب الكورية. مع التدخل الأمريكي في الحرب كادت جمهورية كوريا الشعبية الديمقراطية تنهار، ولكن التدخل الصيني في الصراع أنقذها. كانت الحرب سببًا في إضعاف النفوذ السوفيتي على كيم إل سونغ وحزب العمال الكوري. في هذا الوقت تقريبًا، ظهرت الانقسامات الرئيسية في سياسات حزب العمال الكوري المبكرة. تشكلت أربعة فصائل: الكوريون المحليون (مجموعة من كوادر حزب العمال الكوري الذين بقوا في كوريا أثناء الحكم الياباني)، والكوريون السوفييت (كوريون من الاتحاد السوفيتي)، ويانان (كوريون من الصين)، والفدائيون (فصيل كيم إل سونغ الشخصي). مع ذلك، لن يتمكن كيم من تعزيز موقفه حتى نهاية الحرب.

### عهد كيم جونغ أون (2011 إلى الوقت الحاضر)3
بعد وفاة كيم جونغ إل، عملت النخبة في كوريا الشمالية على تعزيز موقف كيم جونغ أون، وأُعلن مسؤوليته للبلاد عندما نُشر التقرير الرسمي لوفاة والده في 19 ديسمبر. في 26 ديسمبر 2011 أشادت به صحيفة رودونغ سينمون الرسمية كقائد أعلى للحزب والدولة. في 30 ديسمبر، عينه المكتب السياسي رسميًا قائدًا أعلى للجيش الشعبي الكوري، بعد أن زُعم أن كيم جونغ إل رشحه لهذا المنصب في أكتوبر 2011 (الذكرى السنوية لتسلم كيم جونغ إل منصب الأمين العام). رغم أن كيم جونغ أون لم يكن عضوًا في المكتب السياسي، فقد عُين في المنصب غير الرسمي للقائد الأعلى لحزب العمال الكوري.
بعد الاحتفالات بالذكرى السنوية السبعين لمولد كيم جونغ إل، التي رُفع فيها إلى مرتبة تايونسو -التي تترجم عادة إلى المارشال الأكبر أو القائد العام- في 18 فبراير، أعلن المكتب السياسي عن المؤتمر الرابع للحزب (المقرر عقده في منتصف أبريل 2012، أي بالقرب من الذكرى السنوية المائة لمولد كيم إل سونغ)، «لتمجيد الحياة الثورية المقدسة ومآثر كيم جونغ إل في جميع العصور، ولتحقيق مبدأ «جوتشي»، وهو قضية سونغون الثورية، بالاحتشاد حول كيم جونغ أون».
في مؤتمر الحزب الرابع المعقود في 11 أبريل، أُعلن كيم جونغ إل أمينًا عامًا أبديًا، وانتُخب كيم جونغ أون لمنصب الأمين الأول لحزب العمال الكوري، الذي أُنشئ حديثًا، ولمنصب رئاسته. أعلن المؤتمر أن الكيملسونغية الكيمجونغيلية «هي الفكرة التوجيهية الوحيدة للحزب».
في ديسمبر 2013، شهد الحزب أول صراع داخلي مفتوح بعد عقود، مع حملة تطهير جانغ سونغ تايك.
شهد الحزب انتعاشًا، إلى حد ما، في عهد كيم جونغ أون، مع عقد اجتماعات على نحو أكثر تكررًا. عُقد مؤتمران، بعد انقطاع استمر 44 عامًا، ومؤتمر بين عامي 2010 و2016. بعد تنظيم استعراض عسكري ضخم احتفالًا بالذكرى السنوية السبعين للحزب في 10 أكتوبر 2015، أعلن المكتب السياسي أن مؤتمره السابع سيعقد في 6 مايو 2016 بعد توقف دام 36 عامًا. أعلن المؤتمر الخطة الخمسية الأولى منذ ثمانينات القرن العشرين ومنح كيم جونغ أون اللقب الجديد للرئاسة، الذي يحل محل منصب الأمين الأول السابق.

## الفصائل
عند إنشائه، كان الحزب يتكون من أربعة فصائل:
- الفصيل «المحلي»، يتكون من شيوعيين لم يغادروا أبدا أرض الوطن، ومنهم الكثير الذي كانوا في السجون اليابانية.
- الفصيل «الموالي للاتحاد السوفياتي»، يتكون من الكوريين الذي ولدوا أو نشأوا في الاتحاد السوفياتي، أو من كانوا ينتمون للجيش الأحمر في أواخر الحرب العالمية الثانية.
- الفصيل «الموالي للصين» أو «مجموعة يانان»، يتكون من كوريين لاجئين في الصين ومقربين من الحزب الشيوعي الصيني (الذي يقع مقره في يانان حتى سنة 1948).
- فصيل «غيريلا»، يقوده كيم إل سونغ، يتكون من أعضاء حاربوا اليابانيين في منشوريا بعد 1931، ثم فروا إلى الاتحاد السوفياتي.

الفصيل المحلي إنحل عن نهاية الحرب الكورية في 1953. الفصيل الموالي للاتحاد السوفياتي، أصبح مهدد بدوره، حيث حاول الإطاحة بكيم إل سونغ سنة 1956. وفي نفس الوقت، سقط فصيل يانان. في النهاية تم حل الفصيلين نهائيا في 1958.

في 1961، من مجمل 68 عضو، اللجنة المركزية للحزب أصبحت تتكون من ثلاثة أعضاء من الفصيل المحلي، إثنين من الفصيل الموالي للاتحاد السوفياتي، ثلاثة من فصيل يانان، ولكنهم جميعا شخصيا مخلصين لكيم إل سونغ. تم تقريبا تطهيرهم جميعا قبل نهاية السنوات 1960.

## المؤتمرات

### كونغرس الحزب
- الكونغرس الأول: 28-30 أغسطس 1946.
- الكونغرس الثاني: 27-30 مارس 1948.
- الكونغرس الثالث: 23-29 أبريل 1956.
- الكونغرس الرابع: 11-18 سبتمبر 1961.
- الكونغرس الخامس: 2-13 نوفمبر 1970.
- الكونغرس السادس: 10-14 أكتوبر 1980.

### مؤتمرات الحزب
- المؤتمر الأول: 3-6 مارس 1958.
- المؤتمر الثاني: 5-10 أكتوبر 1966.
- المؤتمر الثالث: 28 سبتمبر 2010.
- المؤتمر الرابع: 11 أبريل 2012.

## روابط خارجية
- الموقع الرسمي للحزب.